# Catocala flavescens
Catocala flavescens là một loài bướm đêm thuộc họ Erebidae. Loài này có ở Ấn Độ.